# Caldas
För andra betydelser, se Caldas (olika betydelser).
Caldas är ett av Colombias departement. Det ligger i centrala Colombia i Colombias ander. Caldas gränsar till departementen Boyacá, Cundinamarca, Tolima, Risaralda och Antioquia. Huvudstaden heter Manizales. Departementet skapades 1905.

## Kommuner i Caldas
1. Aguadas
2. Anserma
3. Aranzazu
4. Belalcázar
5. Chinchiná
6. Filadelfia
7. La Dorada
8. La Merced
9. Manizales
10. Manzanares
11. Marmato
12. Marquetalia
13. Marulanda
14. Neira
15. Norcasia
16. Pácora
17. Palestina
18. Pensilvania
19. Riosucio
20. Risaralda
21. Salamina
22. Samaná
23. San José
24. Supía
25. Victoria
26. Villamaría
27. Viterbo